# Lysimachia aspera
Lysimachia aspera är en viveväxtart som beskrevs av Hand.-mazz. Lysimachia aspera ingår i släktet lysingar, och familjen viveväxter. Inga underarter finns listade i Catalogue of Life.